# Pseudasellodes bivitraria
Pseudasellodes bivitraria là một loài bướm đêm trong họ Geometridae.